# Câu chuyện về thời gian đã mất (hoạt hình)
Câu chuyện về thời gian đã mất (tiếng Nga: Сказка о потерянном времени) là một phim hoạt hình của hãng Ekran.

## Nội dung
Phỏng theo nội dung một câu chuyện hài hước cùng tên của nhà văn Yevgeny Shvarts, chuyện phim kể về ba phù thủy già muốn cải lão hoàn đồng để sống lâu.
Họ đến trường học và làm phép hoán đổi, như vậy trong khi các phù thủy ở trong hình dạng những đứa trẻ thì chính bọn trẻ lại không may nằm trong hình dạng của bọn họ.
Lũ trẻ lần tìm đến khu rừng ma thuật và tìm cách quay ngược kim đồng hồ để mọi thứ trở lại như xưa, mưu đồ của các phù thủy xấu xa thế là hỏng bét.